# Oiseau de malheur
Oiseau de malheur (titre original : Linnunaivot), paru en 2008, est un roman de Johanna Sinisalo. Les personnages principaux du livre sont Jyrki, un homme intéressé par expériences de extrêmes et son amie Heidi, qui partent faire une randonnée en Nouvelle-Zélande et Australie. Les thèmes du roman étudient la façon de vivre occidentale par rapport aux observations que les deux narrateurs font dans leur randonnée aux antipodes.
La traduction française, publiée par Actes Sud, est parue en 2011.